# خشب ليفي متوسط الكثافة

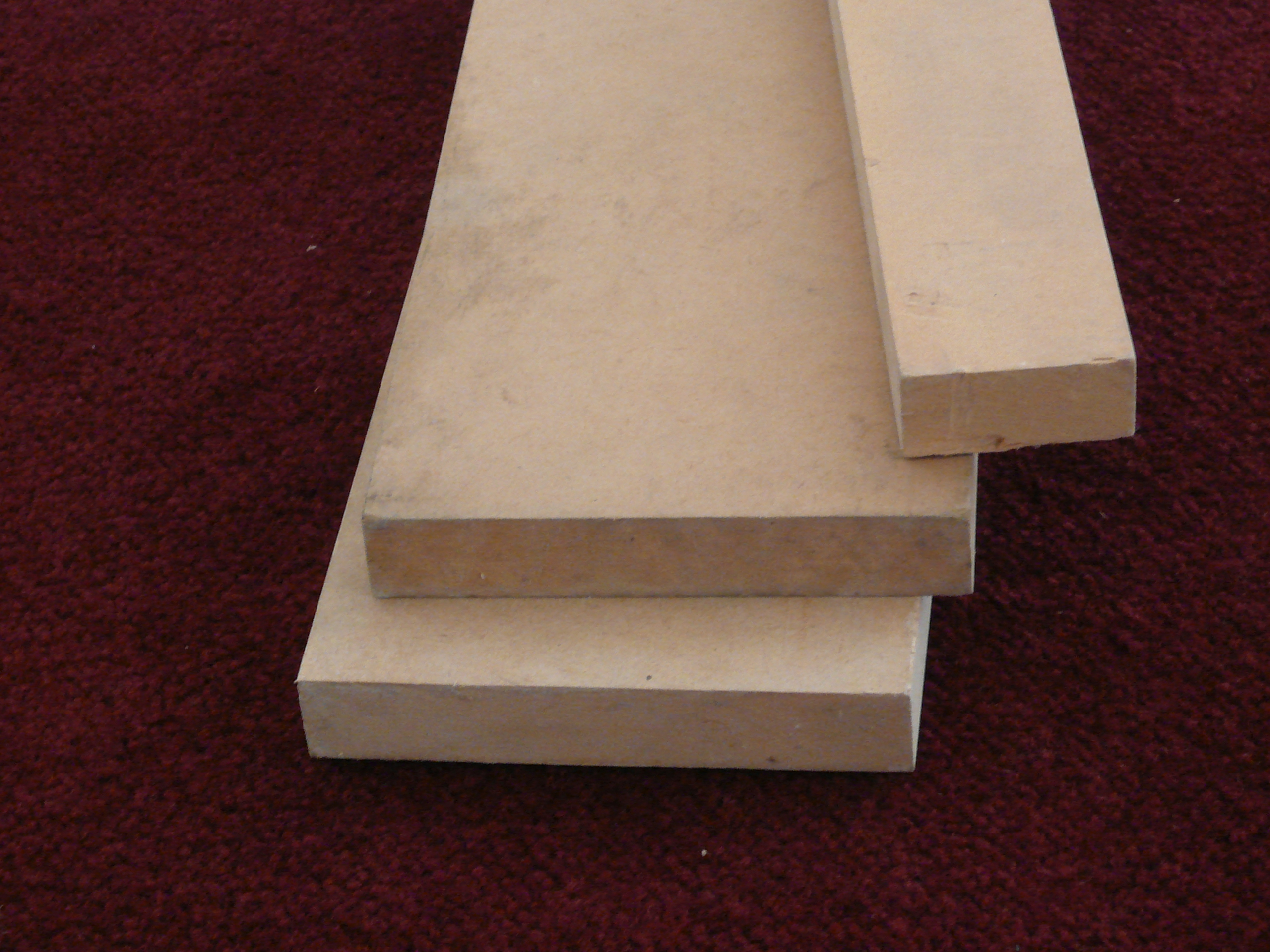
عذة ألواح MDF

خشب ليفي متوسطة الكثافة أو الخشب المضغوط MDF هي ألواح صديقة للبيئة من الخشب المعاد تصنيعه من بقايا الأخشاب الطبيعية أو الكرتون المضغوط، ويتم تشكيل ألواحه عن طريق تعريضه لدرجة حرارة وضغط عاليين.
بدأ إنتاجه على نطاق واسع في ثمانينيات القرن العشرين، في كل من أمريكا الشمالية وأوروبا.
وتعمل منه الفواصل داخل الخزانات ويصنع منه الأبواب وضلف دواليب المطابخ والمكتبات ويتميز بخفة الوزن ومن عيوبه عدم إمكانية إصلاحه.